# Isuzu Cubic
Der Isuzu Cubic ist ein großer Niederflurbus von Isuzu. Die Reihe wurde hauptsächlich als Linienbus im städtischen Nahverkehr eingesetzt.

## Modelle

### Bus mit 2 Zugangsstufen
- P-LV214/218/314/318 (1984)
- U-LV218/224/318/324 (1990)
- KC-LV280/380/880 (1995)
- NE-LV288(CNG, 1995)

#### Galerie

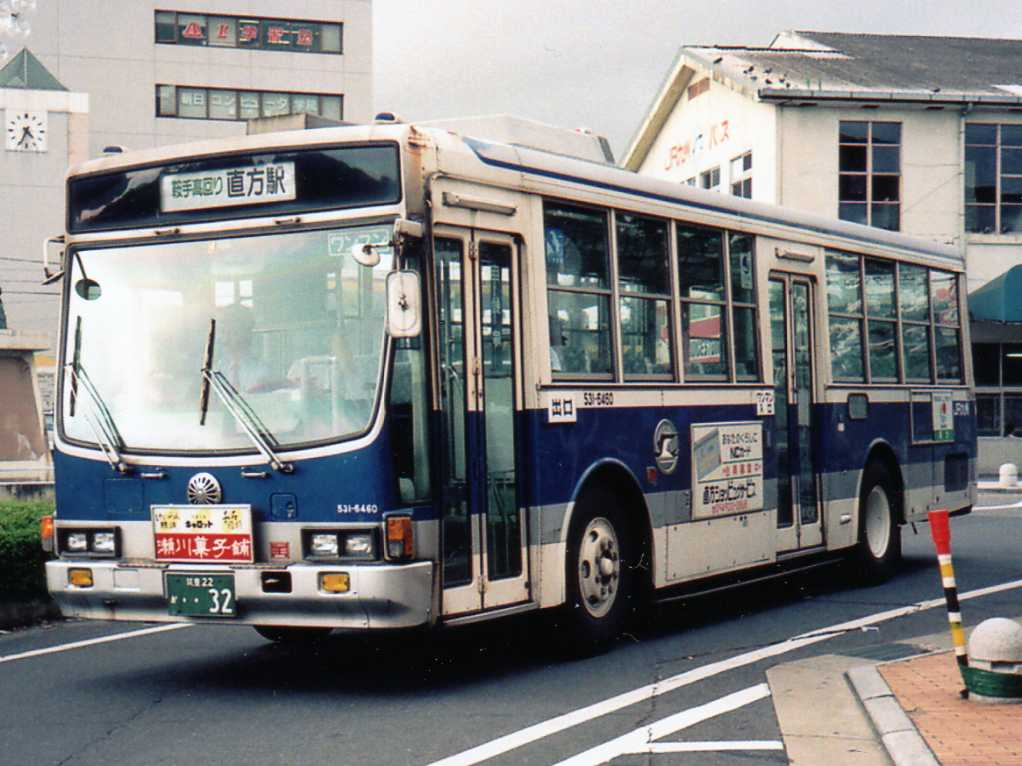
Cubic P-LV314M
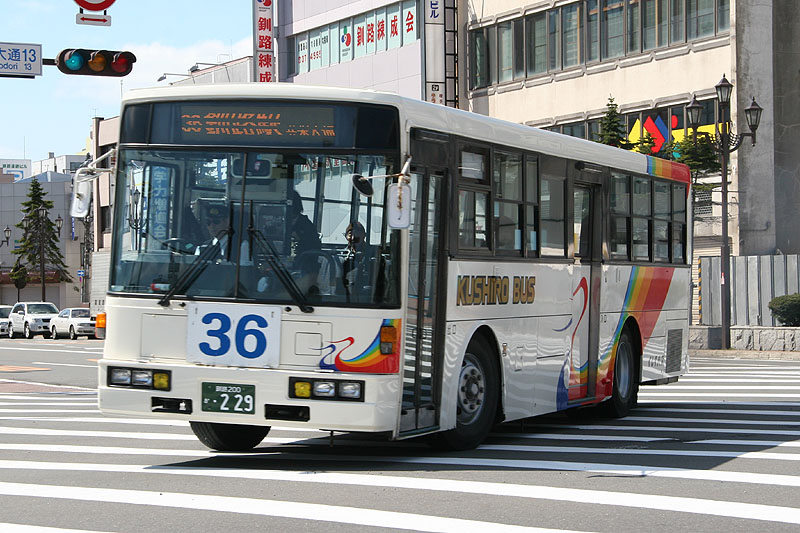
Cubic U-LV324L mit FHI 7E-Karosserie
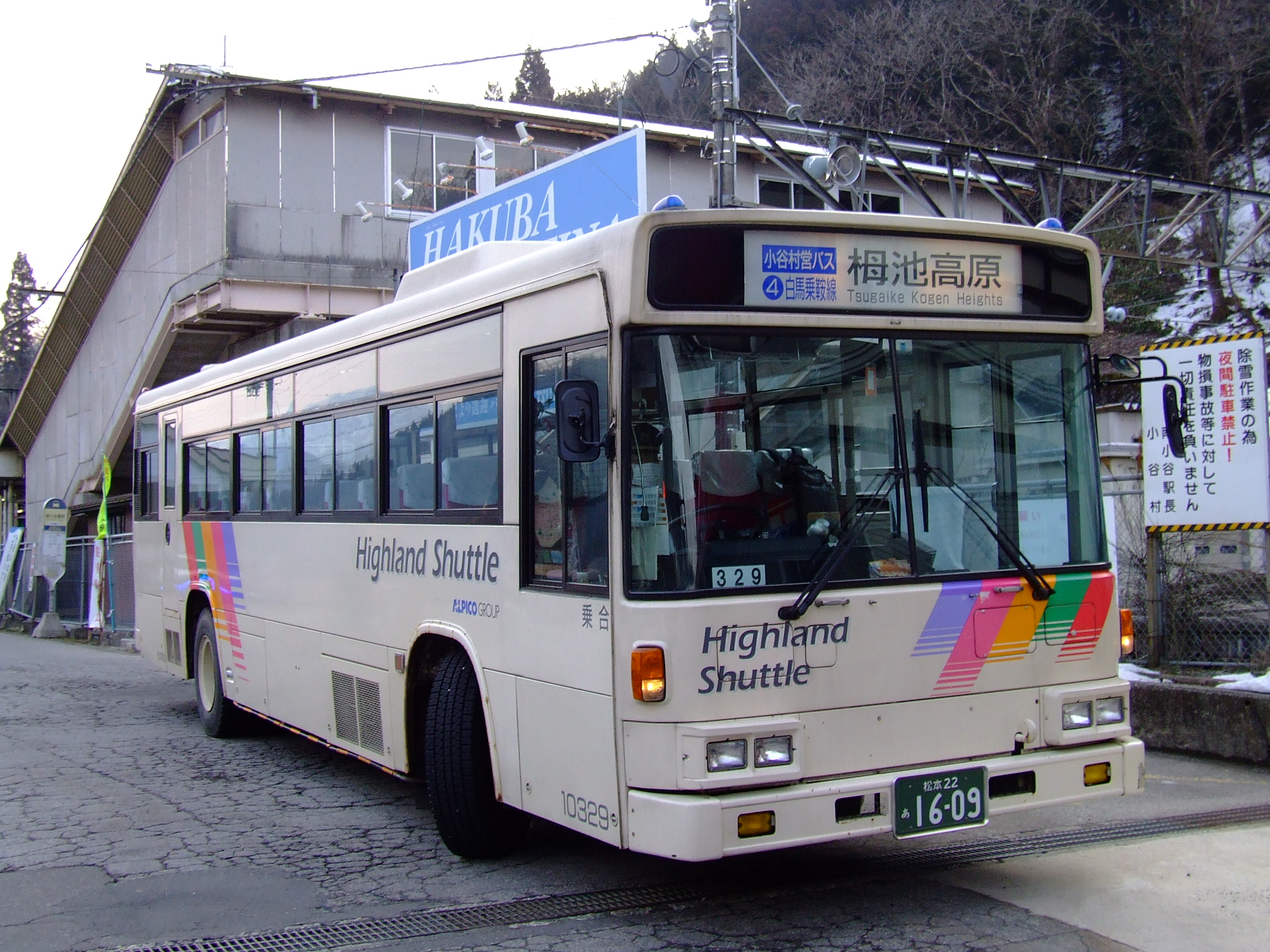
Cubic U-LV318N mit NSK 58MC-Karosserie

### Bus mit 1 Zugangsstufe
- U-LV870L (1992)
- KC-LV880L (1995)

### Bus ohne Zugangsstufe
- KC-LV832 (1998)

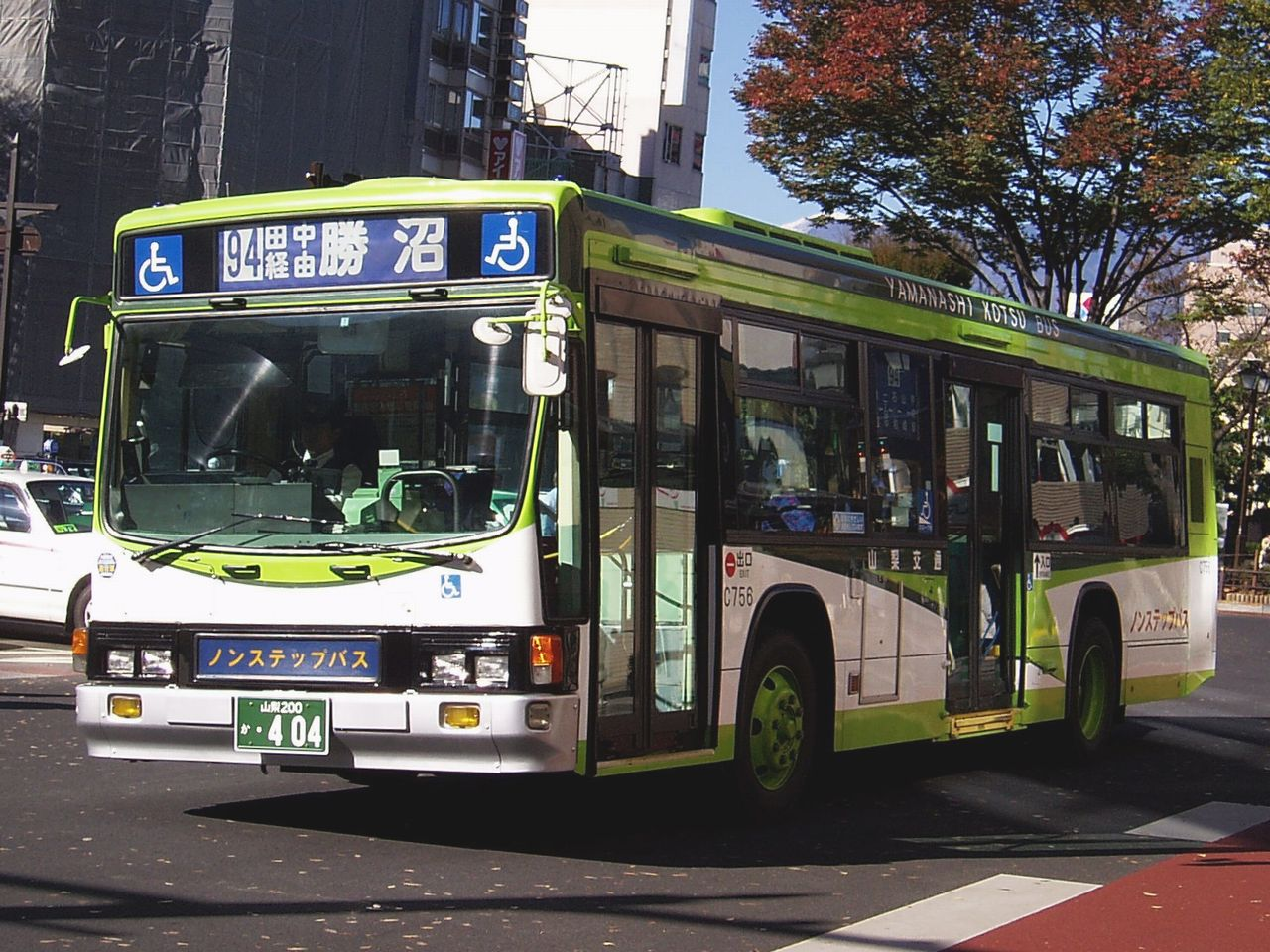
Cubic ohne Zugangsstufe KC-LV832L

## Modellpalette
- Bus mit 1 Zugangsstufe
- Bus mit 2 Zugangsstufen
- Bus ohne Zugangsstufe
- CHASSE (Hybridbus)